# Hernán Darío Gómez
Hernán Darío Gómez Jaramillo, surnommé El Bolillo, né le 3 février 1956 à Medellín (Colombie), est un ancien footballeur, devenu entraîneur de football.

## Biographie

### Carrière d'entraîneur
Assistant de Francisco Maturana, en équipe de Colombie, durant les Coupes du monde de 1990 et 1994, il hérite à son tour de la sélection colombienne en 1995, qu'il mène à la Coupe du monde 1998 en France mais ne peut éviter l'élimination au 1er tour de la génération vieillissante des Valderrama et consorts.
Nommé sélectionneur du voisin Équateur en 1999, il écrit un morceau d'histoire avec cette sélection en terminant à la 2e place de l'exigeante poule de qualification sud-américaine, position qui permet à l'Équateur de disputer sa première Coupe du monde en 2002 en Corée du Sud et au Japon. Éliminé encore au 1er tour, Hernán Gómez voit tout de même ses hommes battre la Croatie (1-0), la première victoire des Équatoriens au Mondial. 
Parti en Amérique centrale, il n'aura pas le même succès avec le Guatemala, qu'il ne parvient pas à qualifier à la Coupe du monde 2006. En mai 2010, il fait une pige à la tête des Cafeteros (surnom des Colombiens), mais doit démissionner l'année suivante à la suite d'un fait-divers. 
Il rebondit en février 2014 en devenant sélectionneur de l'équipe du Panama, pays où il marque à nouveau l'histoire en le qualifiant à sa première Coupe du monde à l'occasion du Mondial 2018 en Russie. Il s'agit de sa troisième Coupe du monde personnelle après les éditions de 1998 et 2002 qui plus est avec trois équipes différentes (Colombie, Équateur et Panama).
La Coupe du monde 2018 terminée, il revient à la tête de l'Équateur, mais sa deuxième expérience dans ce pays andin est de courte durée et doit quitter le poste après une Copa América 2019 décevante (élimination au 1er tour).

## Palmarès

### Joueur
- Atlético Nacional
  - Champion de Colombie en 1981.

### Entraîneur

#### En club
- Atlético Nacional
  - Champion de Colombie en 1991.
  - Vainqueur de la Copa Interamericana en 1990.

#### Distinctions individuelles
- Élu entraîneur sud-américain de l'année en 1996.